# Utricularia rostrata
Utricularia rostrata este o specie de plante carnivore din genul Utricularia, familia Lentibulariaceae, ordinul Lamiales, descrisă de A.Fleischm. și Amp; Rivadavia. Conform Catalogue of Life specia Utricularia rostrata nu are subspecii cunoscute.